# Colombotte
Colombotte település Franciaországban, Haute-Saône megyében. Lakosainak száma 67 fő (2022. január 1.). Colombotte Creveney, Calmoutier, Châtenois, Saulx és Velleminfroy községekkel határos.

## Népesség
A település népességének változása:
| Lakosok száma | 72   | 81   | 86   | 85   | 84   | 89   | 82   | 74   | 67   |
|               | 2013 | 2015 | 2016 | 2017 | 2018 | 2019 | 2020 | 2021 | 2022 |